# エセン・ブカ (ジャライル部)
エセン・ブカ（Esen buqa、生没年不詳）は、14世紀中頃に大元ウルスに仕えたジャライル部国王ムカリ家出身の領侯（ノヤン）。
『元史』などの漢文史料では也先不花(yěxiān bùhuā)、野仙溥化(yěxiān pǔhuà)、野仙普化(yěxiān pǔhuà)などと表記される。

## 概要
エセン・ブカは建国の功臣ムカリの孫アルキシュの孫ナイマンタイの息子であった。アルキシュはムカリの地位を継承したボオルの息子であったが、モンケやクビライに仕えた兄のタシュ、スグンチャク、バアトルに比べると影の薄い存在だった。しかし、元代中期以後の内乱によってバアトル家のバイジュが暗殺される（南坡の変）などすると、相対的にアルキシュ家は存在感を増し、ナイマンタイの父のクスクルはムカリ家当主の地位（国王位）を継承するに至った。クスクルの地位はナイマンタイの兄のドロタイに引き継がれ、ドロタイは天暦の内乱において上都派の主力として活躍した。天暦の内乱においてドロタイは敗北し処刑されてしまったが、内乱の勝者エル・テムルやバヤンと結んで地位を高めたのがナイマンタイであった。1338年（後至元4年）にムカリ家当主たる国王の称号を得たナイマンタイは、1342年（至正2年）に遼陽行省左丞相に任命され、遼陽方面に拠点を持つようになった。
ナイマンタイの長男がエセン・ブカで、まずはケシクテイ（親衛隊）に入ってシュクルチ（傘持ち）を務め、その後監察御史・河西廉訪副使の地位を得たという。しかし1351年（至正11年）には紅巾の乱が河南で起こっており、1353年（至正13年）5月には河西廉訪副使であったエセン・ブカが淮西宣慰副使とされ、泰州での叛乱鎮圧を命じられた。この後、1354年（至正14年）までには御史中丞の地位に遷ったようである。
1357年（至正17年）までには中書右丞の地位に進み、同年8月に御史中丞の成遵とともに華北の彰徳路・大名路・広平路・東昌路・東平路・曹州・濮州を宣撫するよう命じられた。また1359年（至正19年）には国王ナンギャダイらとともにタンマチ軍を率いて遼陽に出兵するよう命じられた。一方、この頃より山西の軍閥であるボロト・テムルと河南の軍閥であるチャガン・テムルの対立が表面化しており、1360年（至正20年）9月には当時参知政事の地位にあったエセン・ブカが両者の講和を仲介している。
1362年（至正22年）には中書右丞に昇格となったが、同年に死去したチャガン・テムルの地位を継承したココ・テムルとボロト・テムルの対立は激化しており、1364年（至正24年）にボロト・テムルはクーデターを起こして首都を占領してしまった。態勢を立て直した反ボロト・テムル勢力は1365年（至正25年）7月末までにボロト・テムルを討伐したが、その功労者の一人のイェスは「西は太原のココ・テムル（太原拡廓帖木児）」「東は遼陽のエセン・ブカ国王（東連遼陽也先不花国王）」と連携できたことでボロト・テムルが劣勢に追い込まれたとする。これによって、この頃既にエセン・ブカは遼陽を拠点とする大勢力として見なされていたことが分かる。
1368年（至正28年）正月、江南では朱元璋が明を建国していたころ、大元ウルスの朝廷では国土回復のために諸将を各所に振り分けることとなり、「太尉・遼陽左丞相」の地位にあったエセン・ブカは知院の厚孫らとともに「海口」を守り首都圏を支えるよう命じられていた。しかし時既に遅く、同年閏7月末には明軍の接近を知ったウカアト・カアン（順帝トゴン・テムル）が大都の蜂起を決断し、朝廷は北方に逃れることとなった。ウカアト・カアンが大都を発ってすぐ、エセン・ブカは使者を派遣して入覲を請うたが、ウカアト・カアンはこれを断ったという。
同年8月15日、ウカアト・カアン一行は上都に辿り着いたが、これより先に紅巾軍の掠奪を受けた上都は荒廃しきっていた。そこで、遼陽行省が幣2万匹・糧5千石を献上することによってウカアト・カアンらは「自存」することが可能になったという。1371年（洪武4年）には明朝側で「開元には丞相エセン・ブカの兵があり、金山には太尉ナガチュの衆があって、互いに助けあっている」との記録があり、遼陽方面における一大勢力として認識されていたことが窺える。
この後、エセン・ブカについて史料上で言及される事は無くなり、新たに「国王」号を継いだナガチュが活躍するようになるため、恐らくはエセン・ブカの息子にあたるナガチュが地位を継承したものと考えられている。なお、15世紀以後に現れるハルハ部は、元代における「五投下」の後身で、直接的には元末明初に遼陽で強大な勢力を誇ったエセン・ブカとナガチュ父子の部衆を母体とするものと考えられている。

## ジャライル部アルキシュ系国王ムカリ家
- グウン・ゴア（Gü’ün U’a ＞孔温窟哇/kǒngwēn kūwa）
  - 左翼万人隊長・国王ムカリ（Muqali guy-ong ＞木華黎国王/mùhuálí guówáng,موقلىكويانك/mūqalī kūyānk）
    - 左翼万人隊長・国王ボオル（Bo’ol ＞孛魯bólŭ,بوغول/būghūl）
      - アルキシュ（Arkiš ＞阿礼吉失/ālǐjíshī）
        - クスクル（Qusuqur ＞忽速忽爾/hūsùhūěr）
        - 国王ドロタイ（Dorotai ＞朶羅台/duǒluótái）
        - 国王ナイマンタイ（Naimantai ＞乃蛮台/nǎimántái）
          - 中書右丞エセン・ブカ（Esen buqa ＞野仙溥化/yěxiān pǔhuà）
            - 国王ナガチュ（Naγaču ＞納哈出/nàhāchū）

          - コンクル・ブカ（Qongqur buqa ＞晃忽而不花/huànghūér bùhuā）